# Natuurhistorisch museum van Helsinki
Het Natuurhistorisch museum van Helsinki (Fins: Helsingin luonnontieteellinen museo/Zweeds: Helsingfors naturhistoriska museet) is het natuurhistorisch museum van de Finse hoofdstad Helsinki. Het museum wordt samen met de botanische universiteitstuinen beheerd door het onderzoeksinstituut Natuurhistorisch Museum van Finland van de Universiteit van Helsinki.

## Geschiedenis
Het gebouw werd in 1918 gebouwd door de architecten Lev Petrovitsj Sjisjko en M.G. Tsjajko als een Russische militaire academie. Toen Finland in 1918 onafhankelijk werd, kwam de militaire academie in Finse handen. In 1923 kocht de Universiteit van Helsinki het gebouw om er een zoölogisch museum van te maken. De collectie bestond aanvankelijk uit donaties aan het museum.